# X (Poppy)
X è un singolo della cantante statunitense Poppy, pubblicato il 25 ottobre 2018 dalle etichette I'm Poppy e Mad Decent, come quinto estratto dal secondo album in studio, Am I a Girl?.  Il nome del singolo, X, è l'abbreviazione di ecstasy.
L'8 gennaio 2019, è stata pubblicata una versione acustica del brano, non contenuta nell'album.

## Tema
X parla del desiderio di Poppy di ottenere la pace nel mondo. Però, desidera anche cose oscure, come la violenza, le droghe ed il sesso. 
Al contrario della maggior parte delle canzoni della cantante, affronta tematiche mature. Alternandosi fra heavy metal e sunshine pop, X presenta una sonorità mai vista fino ad allora nella discografia di Poppy, solo presente in Play Destroy. La stessa Poppy descrive queste tracce come "Poppymetal".

## Video musicale
Il video musicale, pubblicato il 5 novembre 2018 ha preso ispirazione dal film d'orrore del 1976, Carrie - Lo sguardo di Satana.
Inizia con Poppy che indossa una corona ed abito bianco lungo, è circondata da una band metal. La scena successiva la rappresenta stesa su un prato d'erba, accompagnata da due figure in tuniche bianche. Passeggiano gioiosamente mano nella mano, facendo un girotondo. Subito dopo ci viene presentata Poppy ricoperta di sangue, accompagnata dai chitarristi della scena iniziale, chiedendo di essere insanguinata. 
Nella scena seguente, Poppy si trova in una stanza scura con tende e sfere nere appese al soffitto; la cantante stessa indossa vesti nere attillate e brillanti, i suoi capelli sono legati in due trecce e indossa lentine per gli occhi nere. Viene subito illuminata di una luce rossa intensa, per poi tornare all'immagine di Poppy coperta di sangue e al prato fiorito. La cantante ribadisce il suo desiderio di essere insanguinata.
L'ultima sequenza mostra Poppy con i chitarristi in una stanza che ricorda un palcoscenico, dalle tende blu e il pavimento a scacchi. La cantante si esibisce su un rialzamento a spriale, cantando del suo sogno di salvare tutti, svuotare ogni pistola, esprimendo però anche la sua volontà di tornare daccapo. 

## Accoglienza
Sia il singolo che il videoclip sono stati ricevuti positivamenti dai critici, che ne hanno lodato i versi contraddittori, melodie, generi musicali e video musicale, riferimenti retrò e interludi hippie. Andy Hill di GigWise scrive "È il suo Bohemian Rhapsody, arte alta per la generazione Ritalin." Anna Fair di AlternativePress commenta "Mentre i versi pacifici sono accompagnati da armonie deliziose e scene direttamente dagli anni '60, ciò che segue è buio. Chitarre heavy metal fanno da sottofondo alla voce di Poppy, e viene esaudito il suo desiderio ['per favore insanguinami']."

## Tracce

### Versione originale
Testi di Moriah Pereira, Corey Mixter, Chris Greatti, Zakk Cervini.
1. X – 2:54

### Versione acustica
1. X – 2:08

## Date di pubblicazione
| Paese | Versione           | Data di pubblicazione | Formato                      | Etichetta             |
| ----- | ------------------ | --------------------- | ---------------------------- | --------------------- |
| Mondo | Versione originale | 25 ottobre 2018       | Download digitale, streaming | I'm Poppy, Mad Decent |
| Mondo | Versione acustica  | 8 gennaio 2019        | Download digitale, streaming | I'm Poppy, Mad Decent |